# چارباریا لامچاری
چارباریا لامچاری (به لاتین: Charbaria Lamchari) یک روستا در بنگلادش است که در استان باریسال و در ناحیه باریسال واقع شده است.